# Liste der denkmalgeschützten Objekte in Eltendorf
Die Liste der denkmalgeschützten Objekte in Eltendorf enthält die 6 denkmalgeschützten, unbeweglichen Objekte der Gemeinde Eltendorf im Burgenland (Bezirk Jennersdorf).

## Denkmäler
| Foto |                 | Denkmal                                                                                               | Standort                                           | Beschreibung | Metadaten |
| ---- | --------------- | --- | -------------------------------------------------- | --- | --- |
| ja   | Datei hochladen | Wohnhaus HERIS-ID: 15214 Objekt-ID: 11454                                                             | Kirchenstraße 4 Standort KG: Eltendorf             | Haus mit Biedermeierfassade | BDA-Hist.: Q37772307 Status: Bescheid Stand der BDA-Liste: 2025-06-30 Name: Wohnhaus GstNr.: 38 |
| ja   | Datei hochladen | Wohnhaus, Ebenspangerhaus HERIS-ID: 15212 Objekt-ID: 11452                                            | Kirchenstraße 12 Standort KG: Eltendorf            | Das Ebenspangerhaus ist ein klassizistischer Bau aus der 1. Hälfte des 19. Jahrhunderts.                                                                                     | BDA-Hist.: Q37772225 Status: Bescheid Stand der BDA-Liste: 2025-06-30 Name: Wohnhaus, Ebenspangerhaus GstNr.: 33 |
| ja   | Datei hochladen | Evang. Pfarrkirche A.B., Martin Luther-Kirche HERIS-ID: 15210 Objekt-ID: 11450seit 15. Oktober 2002   | Kirchenstraße 14a Standort KG: Eltendorf           | Die Pfarre wurde 1783 urkundlich erwähnt, 1794 erfolgte die Weihe der Kirche. Es ist eine einschiffige Saalkirche mit südlichem Fassadenturm.                                | BDA-Hist.: Q29957436 Status: § 2a Stand der BDA-Liste: 2025-06-30 Name: Evang. Pfarrkirche A.B., Martin Luther-Kirche GstNr.: 26 Martin-Luther-Kirche Eltendorf |
| ja   | Datei hochladen | Ur- und frühgeschichtliche Siedlung HERIS-ID: 111761 Objekt-ID: 129770seit 2012                       | Fürstenfelder Schnellstraße Standort KG: Eltendorf | Im Vorfeld des Baus der Fürstenfelder Schnellstraße S7 wurden großflächige Grabungen durchgeführt und dabei Spuren bronzezeitlicher Siedlungen und Hügelgräber dokumentiert. | BDA-Hist.: Q37826476 Status: Bescheid Stand der BDA-Liste: 2025-06-30 Name: Ur- und frühgeschichtliche Siedlung GstNr.: 1141, 1142, 1143, 1144, 1145, 1147, 1148, 1149, 1150, 1152, 1153, 1154, 1157, 1158, 1186, 1187, 1188, 1189, 1190, 1191, 1192, 1193, 1194, 1195, 1196, 1197, 1198/1, 1199/2, 1200, 1201, 1202, 1203, 1204, 1205, 1206, 1207, 1208, 2129, 2130, 2131, 2132, 2133, 2134, 2135, 2136, 2137, 2138, 2141 |
| ja   | Datei hochladen | Evangelisches Schul- und Bethaus HERIS-ID: 15217 Objekt-ID: 11457seit 15. Oktober 2002                | Dorfstraße 8 Standort KG: Zahling                  | Der um 1900 erbauter Ziegelbau weist weißen Stuckdekor auf, an der Südseite ist ein Turm im Sichtziegelstil angebaut.                                                        | BDA-Hist.: Q37772392 Status: § 2a Stand der BDA-Liste: 2025-06-30 Name: Evangelisches Schul- und Bethaus GstNr.: 176 Evangelisches Schul- und Bethaus Zahling |
| ja   | Datei hochladen | Kath. Filialkirche, hl. Laurentius und Friedhof HERIS-ID: 15216 Objekt-ID: 11456seit 15. Oktober 2002 | Kirchenstraße 3a Standort KG: Zahling              | Die kleine, in der Bausubstanz romanische, einschiffige Kirche mit blockhaftem Westturm war bis zum Ende des 17. Jahrhunderts Pfarrkirche.                                   | BDA-Hist.: Q37772360 Status: § 2a Stand der BDA-Liste: 2025-06-30 Name: Kath. Filialkirche, hl. Laurentius und Friedhof GstNr.: 1 Filialkirche hl. Laurentius, Zahling |